# 칠레 공산당 적색분파
칠레 공산당 적색분파(스페인어: Fracción Roja del Partido Comunista de Chile)는 칠레의 공산당이자 마르크스-레닌-마오주의 성향의 유격대이다. 이 단체는 칠레 공산당의 수정주의와 개량주의적 행보를 비판한 당원들이 이탈해 결성하였다. 일각에서는 빛나는 길의 잔당이 유입된 것이라는 주장을 펼치고 있으나, 이 단체는 빛나는 길의 무장투쟁에서 이념적 영향을 받아 칠레 공산당의 반수정주의적인 재조직을 목적으로 결성된 단체이다.

## 같이 보기
- 빛나는 길
- 중국 마오주의 공산당